# Meus Prêmios Nick de Gato Trendy
O Meus Prêmios Nick de Gato Trendy (anteriormente chamada de Gato do Ano) é um dos prêmios oferecidos durante a realização do Meus Prêmios Nick, exibido anualmente pelo canal Nickelodeon, destinado à celebridade masculina mais bonita do ano.

## Vencedores e indicados

### Década de 2000
| Vencedor               | Vencedor               | Indicados              | Indicados              | Indicados              |
| Meus Prêmios Nick 2002 | Meus Prêmios Nick 2002 | Meus Prêmios Nick 2002 | Meus Prêmios Nick 2002 | Meus Prêmios Nick 2002 |
| ---------------------- | ---------------------- | ---------------------- | ---------------------- | ---------------------- |
|                        | Dado Dolabella         |                        |                        |                        |
| Meus Prêmios Nick 2003 |                        |                        |                        |                        |
|                        | Erik Marmo             |                        |                        |                        |
| Meus Prêmios Nick 2004 |                        |                        |                        |                        |
|                        | Felipe Dylon           |                        |                        |                        |
| Meus Prêmios Nick 2005 |                        |                        |                        |                        |
|                        | Felipe Dylon           |                        |                        |                        |
| Meus Prêmios Nick 2006 |                        |                        |                        |                        |
|                        | Kaká                   | Reynaldo Gianecchini   | Bruno Gagliasso        | Vítor Morosini         |
| Meus Prêmios Nick 2007 |                        |                        |                        |                        |
|                        | Gustavo Leão           |                        |                        |                        |
| Meus Prêmios Nick 2008 |                        |                        |                        |                        |
|                        | Rafinha Ribeiro        |                        |                        |                        |
| Meus Prêmios Nick 2009 |                        |                        |                        |                        |
|                        | Rodrigo Hilbert        | Di Ferrero             | Rodrigo Tavares        | Reinaldo Zavarce       |

### Década de 2010
| Vencedor               | Vencedor               | Indicados              | Indicados              | Indicados              | Indicados              | Indicados              |
| Meus Prêmios Nick 2010 | Meus Prêmios Nick 2010 | Meus Prêmios Nick 2010 | Meus Prêmios Nick 2010 | Meus Prêmios Nick 2010 | Meus Prêmios Nick 2010 | Meus Prêmios Nick 2010 |
| ---------------------- | ---------------------- | ---------------------- | ---------------------- | ---------------------- | ---------------------- | ---------------------- |
|                        | Dudu Surita            | Federico Devito        | Fiuk                   | Ricardo Abarca         |                        |                        |
| Meus Prêmios Nick 2011 |                        |                        |                        |                        |                        |                        |
|                        | Caio Castro            | Chay Suede             | Santiago Ramundo       | Thomas                 |                        |                        |
| Meus Prêmios Nick 2012 |                        |                        |                        |                        |                        |                        |
|                        | Ricardo Tozzi          | Chay Suede             | Micael Borges          | Rodrigo Simas          |                        |                        |
| Meus Prêmios Nick 2013 |                        |                        |                        |                        |                        |                        |
|                        | Danilo Carrera         | Caio Castro            | Chay Suede             | Fiuk                   |                        |                        |
| Meus Prêmios Nick 2014 |                        |                        |                        |                        |                        |                        |
|                        | Chay Suede             | Caio Castro            | Lucas Lucco            | Klebber Toledo         |                        |                        |
| Meus Prêmios Nick 2015 |                        |                        |                        |                        |                        |                        |
|                        | Paulo Castagnoli       | Biel                   | Luan Santana           | Rafael Vitti           |                        |                        |
| Meus Prêmios Nick 2016 |                        |                        |                        |                        |                        |                        |
|                        | Christian Figueiredo   | Caio Castro            | Federico Devito        | Felipe Titto           | Luan Santana           | Nicolas Prattes        |
| Meus Prêmios Nick 2017 |                        |                        |                        |                        |                        |                        |
|                        | Rezende                | Alok                   | Bruno Gagliasso        | João Guilherme         |                        |                        |
| Meus Prêmios Nick 2018 |                        |                        |                        |                        |                        |                        |
|                        | Alok                   | Alisson Becker         | João Guilherme         | Luis Mariz             |                        |                        |